# Доленя Немшка Вас
Доленя Немшка Вас (словен. Dolenja Nemška vas) — поселення в общині Требнє, регіон Південно-Східна Словенія, Словенія.